# Sporothrips amplus
Sporothrips amplus är en insektsart som först beskrevs av Ian A. Hood 1925.  Sporothrips amplus ingår i släktet Sporothrips och familjen rörtripsar. Inga underarter finns listade i Catalogue of Life.